# Rude (Szamobor)
Rude falu Horvátországban Zágráb megyében. Közigazgatásilag Szamoborhoz tartozik.

## Fekvése
Zágrábtól 25 km-re, községközpontjától 5 km-re délnyugatra a Zsumberk-Szamobori-hegység egyik völgyében fekszik.

## Története
A falu határában már az ókorban is bányásztak rezet. A legrégibb írásos adatok az itteni bányászatról 1210-ből valók. Neve a történeti források szerint a 15. században fordul elő először „Rovi” alakban. A település századok során Szamobor város birtoka volt. A bányák tulajdonosai gyakran változtak, 16. században Leonard Gruber volt a birtokosuk, aki az itt bányászott rezet értékesítette. A bányászok kezdetben németek voltak, akik később elhorvátosodtak. A bányák üzemszerű termeléséről 1773-tól vannak hiteles adatok. Ekkor már a termelés folyamatos volt. A legtöbb kitermelt rezet 1634-ben és 1791-ben jegyezték fel. A bányák első térképe 1777-ből maradt fel, ez már szerteágazó bányajáratokról tanúskodik. A termelés az 1800-as években kezdett hanyatlani és a réz bányászata 1851-ben meg is szűnt. Becslések szerint az idők során kitermelt réz mennyisége 2200 és 2800 tonna között lehetett. Az 1850-ben megkezdődött a vasérc (sziderit) kitermelése, melyet vasolvasztókban dolgoztak fel. A termelés gazdaságtalan volta miatt azonban 1859-ben a bányászatot leállították. Ezalatt a szűk egy évtized alatt mintegy 26000 tonna vastartalmú ércet termeltek ki.
A település régi templomáról 1622-ben történik először említés. Plébániatemplomát 1669-ben építették és a bányászok védőszentjének Szent Borbálának tiszteletére szentelték. A plébániát 1789-ben alapították, addig a hívek Szamoborhoz tartoztak. A Szentháromság kápolnát 1683-ban említik először, a Szent Miklós kápolnát 1835-ben építették. Rude első népiskoláját 1842-ben alapították, 1852-ben magániskola nyílt a településen. Alapiskoláját 1880-ban nyitották meg. 1905-ben a szamobori tűzoltóság kihelyezett csoportjaként megalakult a helyi tűzoltóság. A falunak 1857-ben 1405, 1910-ben 1481 lakosa volt. Trianon előtt Zágráb vármegye Szamobori járásához tartozott. Önkéntes tűzoltóegyletét 1927-ben alapították. 1959-ben megalakult a Rudar kézilabdaklub. Az Oštrc kulturális művészeti egyesületet 1979-ben alapították. A falunak 2011-ben 1127 lakosa volt.

## Lakosság
| Lakosság változása | Lakosság változása | Lakosság változása | Lakosság változása | Lakosság változása | Lakosság változása | Lakosság változása | Lakosság változása | Lakosság változása | Lakosság változása | Lakosság változása | Lakosság változása | Lakosság változása | Lakosság változása | Lakosság változása | Lakosság változása |
| ------------------ | ------------------ | ------------------ | ------------------ | ------------------ | ------------------ | ------------------ | ------------------ | ------------------ | ------------------ | ------------------ | ------------------ | ------------------ | ------------------ | ------------------ | ------------------ |
| 1857               | 1869               | 1880               | 1890               | 1900               | 1910               | 1921               | 1931               | 1948               | 1953               | 1961               | 1971               | 1981               | 1991               | 2001               | 2011               |
| 1405               | 1363               | 1324               | 1427               | 1424               | 1481               | 1370               | 1298               | 1310               | 1310               | 1306               | 1323               | 1253               | 1208               | 1141               | 1127               |

## Nevezetességei
- Szent Borbála tiszteletére szentelt plébániatemploma[4] 1669-ben épült barokk stílusban, historizáló stílusban átalakítva. Formája eléggé egyedi. Homlokzatát csak két ablak és a bejárat kőkerete tagolja. A főoltár 1909-ben készült, Szent Borbála fából faragott szobra díszíti. Mellette Szent Katalin és Szent Apollónia szobra látható két angyallal. A hajóban három oltár áll, melyeket Szent József, a Lourdes-i Szűzanya és Szent Justus tiszteletére szenteltek. Szent Justus oltárát a régi szamobori kastély kápolnájából hozták át ide. Orgonáját 1913-ban építették, 1967-ben restaurálták.

- Szentháromság kápolnája a település központjáról 20 perc sétaútra található. Először 1683-ban említik a plešivicai plébánia vizitációjában. Egyhajós épület, sokszög záródású szentéllyel, harangtornya a szentélytől északra áll. A kápolna nyugati portálján az 1772-es évszám látható, mely nem az építés, hanem a későbbi átépítés dátuma. Főoltára fából készült a Szentháromság és a négy evangélista szobraival. Mellékoltára Szent Valentin tiszteletére van szentelve.

- Szent Miklós kápolnája a Szamobor felé vezető út mentén félúton áll. Egy ezen a vidéken közismert történet fűződik hozzá. 1824-ben Szent Miklós napján a bányák akkori tulajdonosát Franjo Reisert majdnem egy végzetes baleset érte itt. Amikor kocsija ahhoz a helyhez ért ahol ma a kápolna áll, a hegyről hirtelen egy nagy szikla vált le és közvetlenül a kocsi mellett állt meg. Reiser ezt égi jelnek tekintette és 1835-ben ezen a helyen Szent Miklósnak az utazók védőszentjének kápolnát építtetett. Búcsúnapja minden december első vasárnapján van.

- 1950-ig mintegy húsz bánya volt a településen, amelyek nagy része mára beomlott. A leghíresebb a három bánya: a Szentháromság, a Kokel, és a Vlašić mellett a Szent Borbála[5] a nyilvánosság előtt is nyitva áll. A bányák a vidéki agglomerációtól nem messze, dombos és erdős tájon helyezkednek el. A bányákban több szinten keskeny folyosók vannak, esetenként meghosszabbítva, ahol egykor ércet bányásztak. A bányajáratok oldalait fából vagy vasból készült trapéz alakú tartókkel rögzítették. A járatok átlagosan 1 m szélesek és 2 m magasak, a vájatok méretei legfeljebb 5 m magasak. A bányában réz-, vas- és gipsz ércet bányásztak. A bányában 350 m hosszúságban bocsátották a nyilvánosság rendelkezésére.

- Mirko Lehpamer vizimalma[6] a Gradni-patak mellett, a Szamobor-Braslovje út mentén található. A malom 1843-ban kőből épült kis földszintes épület. Régen kettő, az elmúlt évtizedekben pedig egy fakerék hajtotta. Cserepekkel borított nyeregtető fedi. A belső tér kétszobás. A bejárati homlokzaton az ajtó feletti vakolatra sötét betűkkel "Mlin Mirko Lehpamer" (az előző tulajdonos neve), a szemöldökre "JK - IHS - ML", a bal oldali függőleges félfába "18", jobbra pedig "43" (építési év) van bevésve. Az épület maradéktalanul megőrizte a működéshez szükséges berendezését. Az épület, a malomtelep és a malomcsatorna felújítása 2014-2016 között történt.